# Aporophyla transversa
Aporophyla transversa là một loài bướm đêm trong họ Noctuidae.